# Cyperus submicrolepis
Cyperus submicrolepis är en halvgräsart som beskrevs av Georg Kükenthal. Cyperus submicrolepis ingår i släktet papyrusar, och familjen halvgräs. Inga underarter finns listade i Catalogue of Life.